# Финно-угорское неоязычество
Финно-угорское неоязычество — современные движения неоязыческого направления, возрождающие этнические религии народов, говорящих на финно-угорских языках. Неоязыческие движения в Финляндии и Эстонии возникли с начала XX века. В России — в 1980-х — 1990-х годах, после распада Советского Союза.
Среди финно-угорских народов Приволжского федерального округа России (финно-угры Поволжья и удмурты) историк В. А. Шнирельман выделяет две взаимосвязанные модели развития неоязычества: возрождение аутентичных ритуалов и культовых церемоний в сельской местности и развитие систематизированных доктрин среди городской интеллигенции, отвергающей русское православие как иностранную религию. Отвергаются и другие привнесённые религии. Уральская община, основанная в 2001 году, является организацией по сотрудничеству различных организаций, пропагандирующих традиционные религии финно-угорских народов. Также подобные явления существуют среди эстонцев, финнов, саамов и венгров.

## Эстонское неоязычество
Эстонская исконная религия (эст. Maausk «Исконная религия или Вера Земли») — название группы современных возрождений языческой религии эстонцев.
Таарауск (эст. Taarausk — «вера Таара»), монистическую религия с центром на боге Таара и Маауск как «более широкое определение родной веры», охватывающее низовые движения поклонения местным богам, поклонения природе и поклонения земле. Оба вида движения управляются организацией «Маавалла кода». Согласно опросу 2002 года, 11 % населения Эстонии утверждают, что «из всех религий они испытывают самые теплые чувства к Тааризму и Маауску».

## Финская исконная вера
Финская исконная религия (фин. Suomenusko: «Финская религия») — современное возрождение финского язычества, дохристианской политеистической этнической религии финнов. Предшественником движения было Уккоуско («Вера Укко», вращающаяся вокруг Бога Укко) начала 20-го века. Главной проблемой в возрождении финского язычества является характер дохристианской финской культуры, которая опиралась на устную традицию. Первоисточники, касающиеся финской дохристианской культуры, написаны христианами последней эпохи. Они могут быть предвзятыми, испорченными или ненадежными. Национальный эпос — Калевала.

## Марийская традиционная религия
Марийская традиционная религия (мар. Чимарий йӱла, Марий (марла) вера, Марий йӱла, Марла кумалтыш, Ошмарий-Чимарий) — этническая религия марийцев, основанная на марийской мифологии, видоизменённой в Новое время под влиянием монотеизма (татарского ислама и русского православия).
Марийская религия основана на поклонении силам природы, которые человек должен чтить и уважать. До распространения монотеистических учений среди марийцев они поклонялись многим богам (jumo, слово, родственное финскому Jumala), признавая при этом главенство «Великого Бога», Kugu Jumo. В XIX веке под влиянием монотеизма языческие верования изменились, и образ Ош Кугу Юмо, буквально «Великого Бога Света», укрепился.

## Мордовское неоязычество
Исконная религия мордвы, также называемая эрзянской традиционной религией, или мордвино-эрзянским неоязычеством — современное возрождение этнической религии мордвы (эрзя и мокша), финно-угорских народов, проживающих в Республике Мордовия в составе России или в соседних регионах России. По данным исследования 2006 года, среди мокшан, в отличие от эрзян, неоязыческого движения нет.
Имя первородного бога согласно эрзянской традиции — Инешкипаз.
Мордва была почти полностью христианизирована со времен Руси, хотя языческие обычаи сохранились в фольклоре, и лишь немногие деревни сохранили совершенно исконную веру, по крайней мере, до дальнейшей миссионерской деятельности Русской Православной Церкви в XVII веке и в начале XX века. Возрождение язычества началось в 1990 году, как и многих других языческих религий в России, как раз на грани распада Советского Союза.
Согласно историку В. А. Шнирельману, мордовского неоязычества придерживаются 2 % мордвы.

## Мерянское неоязычество
Мерянское неоязычество — религиозное и этнокультурное движение в среде этнических русских, ставящих целью реконструкцию и возрождение культуры, религии и языка финно-угорского народа (племени) меря, ассимилированного славянами. Последователи именуют своё движение «мерянский этнофутуризм». По мнению наиболее авторитетного деятеля движения Андрея Мерянина (Малышева), этнофутуризм переносит традиционную ментальность в современность и сохраняет её, используя современные средства выражения, технологии, социальные и экономические модели. Неомеряне продолжают считать себя русскими. По их мнению, конструируемая ими идентичность не противоречит русской идентичности, а дополняет её более древней историко-культурной основой. Русские рассматриваются как суперэтнос, имеющий на данной конкретной территории мерянский этнический субстрат.